# Echte stekelvarkens
Echte stekelvarkens (Hystrix) vormen een geslacht van knaagdieren uit de familie der stekelvarkens van de Oude Wereld. De wetenschappelijke naam van het geslacht werd in 1758 gepubliceerd door Carl Linnaeus.

## Gebit
De eerste Hystrix-soorten hadden kiezen met relatief lage kronen; daarentegen hebben de huidige soorten kiezen met hoge kronen. Deze stammen waarschijnlijk af van de Laat-Miocene Chinese soort Hystrix gansuensis.

## Verspreiding en leefgebied
Dit geslacht komt voor in Afrika en Zuid-Europa en oostelijk in Azië tot Celebes. De nauwste verwanten van dit geslacht zijn waarschijnlijk de fossiele geslachten Miohystrix en Xenohystrix uit respectievelijk het Laat-Mioceen van Oost-Europa en het Vroeg-Plioceen tot Pleistoceen van Afrika. Hystrix is zelf bekend vanaf het Vroeg-Mioceen in Europa en vanaf het Laat-Mioceen in Afrika en Azië. De oudste soort is Hystrix parvae uit het Mioceen van Hongarije.

## Soorten
Er worden acht recente en ten minste vijf uitgestorven soorten onderscheiden, verdeeld over drie ondergeslachten:
Ondergeslacht Hystrix
- Hystrix africaeaustralis – Zuid-Afrikaans stekelvarken (Afrika ten zuiden van Congo en Kenia)
- Hystrix cristata – Gewoon stekelvarken (Noord- en Midden-Afrika en Zuid-Europa)
- Hystrix indica – Witstaartstekelvarken (Zuidwest-Azië tot Tibet, India en Sri Lanka)
- † Hystrix kiangsenensis (fossiel, Azië)
- † Hystrix refossa (fossiel, Azië en Europa)

Ondergeslacht Acanthion
- Hystrix brachyura – Maleis stekelvarken (Nepal tot Midden-China en Borneo)
- Hystrix javanica (Java, Kleine Soenda-eilanden en Zuid-Celebes)
- † Hystrix lagrelli (fossiel, Azië)

Ondergeslacht Thecurus
- Hystrix crassispinis – Borneostekelvarken (Noord-Borneo)
- Hystrix pumila – Filipijns stekelvarken (Palawan en Busuanga in de Filipijnen)
- Hystrix sumatrae – Sumatraans stekelvarken (Sumatra)

uitgestorven
- Hystrix gansuensis (Laat-Mioceen van Gansu)
- Hystrix parvae (Vroeg- tot Midden-Mioceen van Hongarije)